# Руська Путь (торговий шлях)
Ру́ська Путь (Руський Путь, Руський Шлях, Старий Путь) — древній торговий шлях, один з найвідоміших у добу Середньовіччя шляхів, що з'єднував давню Угорщину з Руссю (звідси й назва шляху).

## Історія
«Руська Путь» — торговий шлях, відомий з доби неоліту, тобто він існував ще за дві тисячі років до нашої ери. Починався на Балканах, пролягав по Дунаю, далі вздовж Тиси до Закарпаття і піднімався в гори до перевалу Руська Путь. На цьому перевалі досі є хрест із написом «Руська путь». 
Цим безпечним шляхом користувалися для своїх походів Великі князі та королі Русі. Король Данило Галицький йшов ним походом 1269 року. Неодноразово цим шляхом зі своїм військом здійснював походи син Данила король Лев Данилович. У 1250 році він одружився з дочкою угорського короля Бели IV Констанцією. Очевидно, тоді, як би скріплюючи свою вірність до коханої, він залишив свій напис на камені на вершині гори Пікуй. Також польський історик Ян Длугош стверджує, що князь Лев на самому верху Пікуя поставив кам'яний стовп з руським написом, який означав кордон його володінь. У 1258 році Руським шляхом король Лев пішов походом, щоб приєднати до своєї держави Закарпаття. 
На території Підгір'я давній шлях "Руська путь" та Карпатська оборонна лінія пролягав через м. Старий Самбір, села Тершів, Спас, Ясеницю Замкову до Ужоцького та Верецького (Ворітського) перевалів.
Одне з відгалужень "Руської Путі" пролягало через Городище у Стебнику, яке мало вихід до перевалу у Східниці, й далі по р. Стрий — до Тустані та Верхнього Синьовиднього, через які пролягала "Руська путь". Вочевидь, воно було пов'язане з солеварним промислом в районі Дрогобича, що і зумовило будівництво тут укріплених поселень Стебник та Модричі І.